# Ophthalmitis pulsaria
Ophthalmitis pulsaria är en fjärilsart som beskrevs av Swinhoe 1891. Ophthalmitis pulsaria ingår i släktet Ophthalmitis och familjen mätare. Inga underarter finns listade i Catalogue of Life.